# Hans-Günter Buchholz
Hans-Günter Buchholz (* 24. Dezember 1919 in Fürstenwalde/Spree; † 24. Juni 2011 in Langgöns) war ein deutscher Klassischer Archäologe.

## Leben und Wirken
Nach dem Studium der Klassischen Archäologie und Alten Geschichte ab 1943 in den USA, Münster und Kiel machte er dort das Staatsexamen und ging nach seiner Promotion 1949 in den höheren Schuldienst. 1951/52 erhielt er das Reisestipendium des Deutschen Archäologischen Instituts und arbeitete ab 1961 als Referent, 1962 als wissenschaftlicher Oberrat an der Zentrale des Deutschen Archäologischen Instituts in Berlin. Mit seiner Schrift Methymna. Archäologische Beiträge zur Topographie und Geschichte von Nordlesbos habilitierte er sich 1968 an der FU Berlin, wurde 1969 außerplanmäßiger Professor für Alte Geschichte an der Universität des Saarlandes und erhielt ebenfalls 1969 einen Ruf auf den Lehrstuhl für Klassische Archäologie der Universität Gießen, wo er bis zu seiner Emeritierung 1985 blieb.
Besonderes Verdienst um die Antikensammlung der Universität Gießen im Wallenfels’schen Haus hatte Buchholz, indem er die in den Nachkriegsjahren zerstreuten Antiken erneut zusammentrug und ab 1971 inventarisieren ließ. Er erweiterte die Antikensammlung um zyprische Antiken sowie spätklassische Gefäße und Prähistorisches. Die Originalsammlung und ein Teil der Münzsammlung ist als Leihgabe im Wallfenfels’schen Haus ausgestellt. Zudem machte sich Buchholz insbesondere um die Ausgrabungen von Tamassos verdient, deren Leiter er zwischen 1970 und 1981 war. Ab 1985 war Buchholz Vorsitzender der Deutschen Orient-Gesellschaft und unterstützte als solcher die archäologischen Ausgrabungen auf dem Tall Bi'a. Er war Mitglied des Deutschen Archäologischen Instituts und gab die Reihe Archaeologia Homerica heraus.
Buchholz beschäftigte sich mit der gesamten Altertumskunde des östlichen Mittelmeerraumes und gilt international als einer der renommiertesten Forscher auf diesem Gebiet. In Deutschland wird er als Nestor der Ägäis-Archäologie angesehen. Er forschte insbesondere zu den Kulturkontakten und dem Kulturtransfer des Gebietes.

## Schriften (Auswahl)
- Zur Herkunft der kretischen Doppelaxt. Geschichte und auswärtige Beziehungen eines minoischen Kultsymbols. Kiefhaber Elbl, München 1959 (= Dissertation).
- Vor- und Frühgeschichte der Alten Welt in Stichworten. Hirt, Kiel 1966.
- mit Vassos Karageorghis: Prehistoric Greece and Cyprus : An Archaeological Handbook. Phaidon, London 1973.
- Methymna. Archäologische Beiträge zur Topographie und Geschichte von Nordlesbos. Von Zabern, Mainz am Rhein 1975 (= Habilitationsschrift).
- Ugarit, Zypern und Ägäis. Kulturbeziehungen im zweiten Jahrtausend v. Chr. Ugarit-Verlag, Münster 1999, ISBN 3-927120-38-3.
- (Hrsg.): Ägäische Bronzezeit. Wissenschaftliche Buchgesellschaft, Darmstadt 1987, ISBN 3-534-07028-3.
- Erkennungs-, Rang- und Würdezeichen (= Archaeologia Homerica. Lieferung D). Vandenhoeck & Ruprecht, Göttingen 2012.